# Готтесцель
Готтесцель (нім. Gotteszell) — громада в Німеччині, розташована в землі Баварія. Підпорядковується адміністративному округу Нижня Баварія. Входить до складу району Реген. Складова частина об'єднання громад Руманнсфельден.
Площа — 9,22 км2. Населення становить 1205 ос. (станом на 31 грудня 2020).

## Галерея

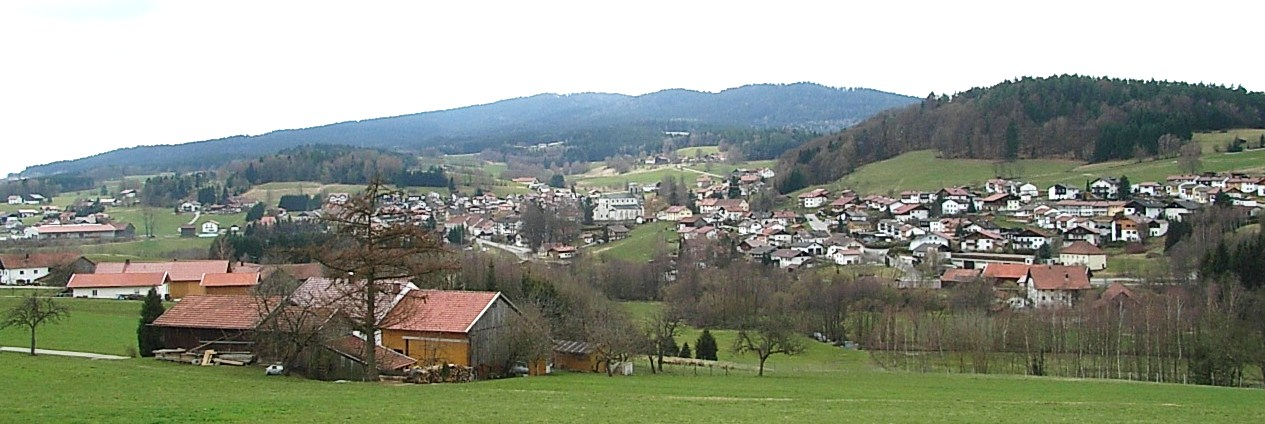